# ポルタメント・タイム (MIDI)
ポルタメント・タイム(Portamento time)は、MIDIのコントロールチェンジのひとつであり、ポルタメントの速さを設定するときに使用する。
ポルタメントと組み合わせて使うことで、音程を滑らかに変化させることができる(詳細はポルタメントを参照)。

## MIDIメッセージ
- ステータスバイト - CnH (コントロールチェンジ、nはチャンネル番号)
- 第1データバイト - 05H (ポルタメント・タイム)
- 第2データバイト - xxH (xxは0～127の範囲内、値が大きいほどゆっくりと変化する)

このメッセージで設定したポルタメント･タイムは、ポルタメントがONのときのみ有効である。
また、ここで設定できる値は相対的なものに過ぎないので、同じ値でも実際の時間は音源によって異なることになる。